# Leptotyphlops incognitus
Espèce
Synonymes
- Leptotyphlops conjunctus incognitus 
Broadley, & Watson, 1976

Leptotyphlops incognitus est une espèce de serpents de la famille des Leptotyphlopidae.

## Répartition
Cette espèce se rencontre en Afrique du Sud, au Swaziland, au Mozambique, au Zimbabwe, en Zambie et au Malawi.

## Publication originale
- Broadley & Watson, 1976 : A revision of the Worm Snakes of South-eastern Africa (Serpentes: Leptotyphlopidae). Occasional Papers of the National Museums and Monuments of Rhodesia, Series B Natural Sciences, vol. 8, p. 465-510.